# Marco Casio Apolinar
Marco Casio Apolinar (en latín: Marcus Cassius Apollinaris) fue un senador romano, que vivió en el siglo II, y desarrolló su cursus honorum bajo los reinados de Adriano y Antonino Pío.

## Carrera política
Un diploma militar fechado el 1 de agosto del año 150, demuestra que Apolinar fue cónsul sufecto en el año 150 junto con Marco Petronio Mamertino; los dos presumiblemente asumieron el cargo el 1 de julio de ese mismo año.
Una inscripción en griego sugiere que Apolinar fue gobernador de la provincia imperial de Capadocia; Probablemente ocupó el cargo desde el año 151/152 hasta el año 153/154. Otra inscripción también escrita en griego sugiere que fue gobernador de la provincia de Siria; presumiblemente ocupó este cargo desde el año 154 al 157.